# محمد رضائي
محمد رضائي ديزيتشه سباح إيراني من مواليد 27 يوليو 1985 في أصفهان في إيران شارك دورة الألعاب الاولمبية الصيفية عام 2008 .

## روابط خارجية
- محمد رضائي على موقع الاتحاد الدولي للسباحة (الإنجليزية)
- محمد رضائي على موقع أوليمبيديا (الإنجليزية)